# Łomniczka-Hütte
Die Łomniczka-Hütte (auch: Melzergrundbaude) (polnisch Schronisko PTTK „Nad Łomniczką“) liegt auf einer Höhe von 1002 m n.p.m. in Polen im Riesengebirge, einem Gebirgszug der Sudeten, unterhalb der Schneekoppe.

## Geschichte
Die Baude wurde 1901 errichtet. Sie steht im Eigentum des PTTK. Derzeit bietet die Hütte keine Übernachtungsmöglichkeiten an.
Im September 2019 wurde das Objekt aus hygienischen Gründen geschlossen. Ende 2019 kündigte die Firma Sudeckie Hotele i schroniska PTTK einen Wettbewerb an, um eine Visualisierung des Wiederaufbaus der Einrichtung zu entwickeln.

## Zugänge
Die Hütte ist über mehrere markierte Wanderwege von Karpacz aus erreichbar.

## Touren

### Berge
- Schneekoppe (1603 m)